# Artéria lingual
A artéria lingual surge da artéria carótida externa entre a artéria tireóidea superior e a artéria maxilar externa; ela primeiro corre obliquamente para cima e medialmente ao corno maior do osso hióide; então ela se curva para baixo e frente, formando uma volta que é atravessada pelo nervo hipoglosso, e passando abaixo do músculo digástrico e músculo estilohióideo ela corre para frente horizontalmente, abaixo do músculo hioglosso, e finalmente, ascendendo quase perpendicularmente até a língua, se curva para frente na sua superfície inferior e corre até a ponta, com o nome de artéria profunda da língua.